# Згуровская поселковая община
Згуровская поселковая территориальная община (укр. Згурівська селищна територіальна громада) — территориальная община в Броварском районе Киевской области Украины. Административный центр — посёлок Згуровка. Община образована в 2020 году.
Площадь общины — 761,54 км², население — 15 892 человек (2020).

## История
Образована 12 июня 2020 года путём объединения всех поселковых и сельских советов Згуровского района Киевской области

## Населённые пункты
В составе общины 1 посёлок (Згуровка) и 40 сёл:
- Александриновка
- Алексеевка
- Аркадиевка
- Безугловка
- Великий Круполь
- Вишнёвое
- Владимирское
- Вознесенское
- Войтово
- Вольное
- Горбачовка
- Гречаная Гребля
- Жуковка
- Зелёное
- Ильинское
- Красное
- Левченково
- Лизогубова Слобода
- Любомировка
- Майское
- Малая Березанка
- Малая Супоевка
- Малый Круполь
- Новая Александровка
- Новая Оржица
- Пайки
- Пасковщина
- Полковничье
- Свобода
- Середовка
- Софиевка
- Старая Оржица
- Старое
- Счастливое
- Терлещина
- Туровка
- Урсаловка
- Усовка
- Черевки
- Шевченково